# Edvin Jarup
Edvin Lennart Jarup, född 22 januari 1922 i Helsingborg, död 6 december 2016. var en svensk målare, tecknare, grafiker och formgivare. 
Han var son till smeden Fritz Emil Johansson och Betty Maria Ekberg och från 1946 gift med Inga Vahlborg Johansson. Jarup studerade vid Skånska målarskolan i Malmö 1944-1945 och under studieresor till Danmark och Nederländerna. Han medverkade i utställningar med Helsingborgs konstförening sedan 1951 och Skånes konstförening sedan 1954 dessutom medverkade han i Kulla konst i Höganäs och med Klippans konstförening. Hans konst består av stilleben, figurkompositioner, gatu- och landskapsmotiv. Vid sidan av sitt eget skapande arbetade han för Deco Keramikfabrik som formgivare. 